# Pieter Thijs
Pieter Thijs (Neerpelt, 24 maart 1987) is een Belgisch voetballer, die in de zomer van 2010 de overstap maakte van Sint-Truidense VV naar Lommel United.

## Statistieken
| seizoen | club              | land                   | competitie     | wed. | goals |
| ------- | ----------------- | ---------------------- | -------------- | ---- | ----- |
| 2004/05 | KVSK United       | België                 | Derde Klasse B | 12   | 0     |
| 2005/06 | KVSK United       | België                 | Tweede Klasse  | 3    | 0     |
| 2007/08 | Bocholter VV      | België                 | Derde Klasse B | 20   | 0     |
| 2008/09 | Bocholter VV      | België                 | Derde Klasse B | 15   | 0     |
| 2008/09 | Sint-Truidense VV | België                 | Exqi League    | 2    | 0     |
| 2009/10 | Sint-Truidense VV | België                 | Jupiler League | 0    | 0     |
| 2009/10 | Sint-Truidense VV | België                 | Play-Off I     | 0    | 0     |
| 2010/11 | Lommel United     | België                 | Exqi League    | 5    | 0     |
| 2011/12 | Lommel United     | België                 | Tweede Klasse  | 5    | 0     |
|         |                   | Bijgewerkt: 25/11/2011 | Totaal         | 62   | 0     |